# إديث نيلسن
إديث نيلسن هي غطاسة دنماركية، ولدت في 1906، وتوفيت في 1994.

## وصلات خارجية
- إديث نيلسن على موقع أوليمبيديا (الإنجليزية)